# Relaciones Chile-Eritrea
Las relaciones Chile-Eritrea son las relaciones internacionales entre Chile y Eritrea.

## Relaciones diplomáticas
Chile y Eritrea no han establecido nunca relaciones diplomáticas de manera oficial.

## Relaciones económicas
El intercambio comercial entre ambos países es prácticamente insignificante, suponiendo 28.000 dólares estadounidenses en 2017 y sólo 120 dólares en 2018.

## Misiones diplomáticas
- Chile no tiene embajada en Eritrea.[3]
- Eritrea no tiene embajada en Chile.[3]